# 小行星4401
小行星4401（4401 Aditi）是一颗围绕太阳公转的小行星。1985年10月14日，卡罗琳·舒梅克在帕洛马山发现了此天体。
該小行星以印度神話的女神阿底提命名。
这颗小行星的绝对星等为68.11602149690249等。